# 切尔卡瑟州史

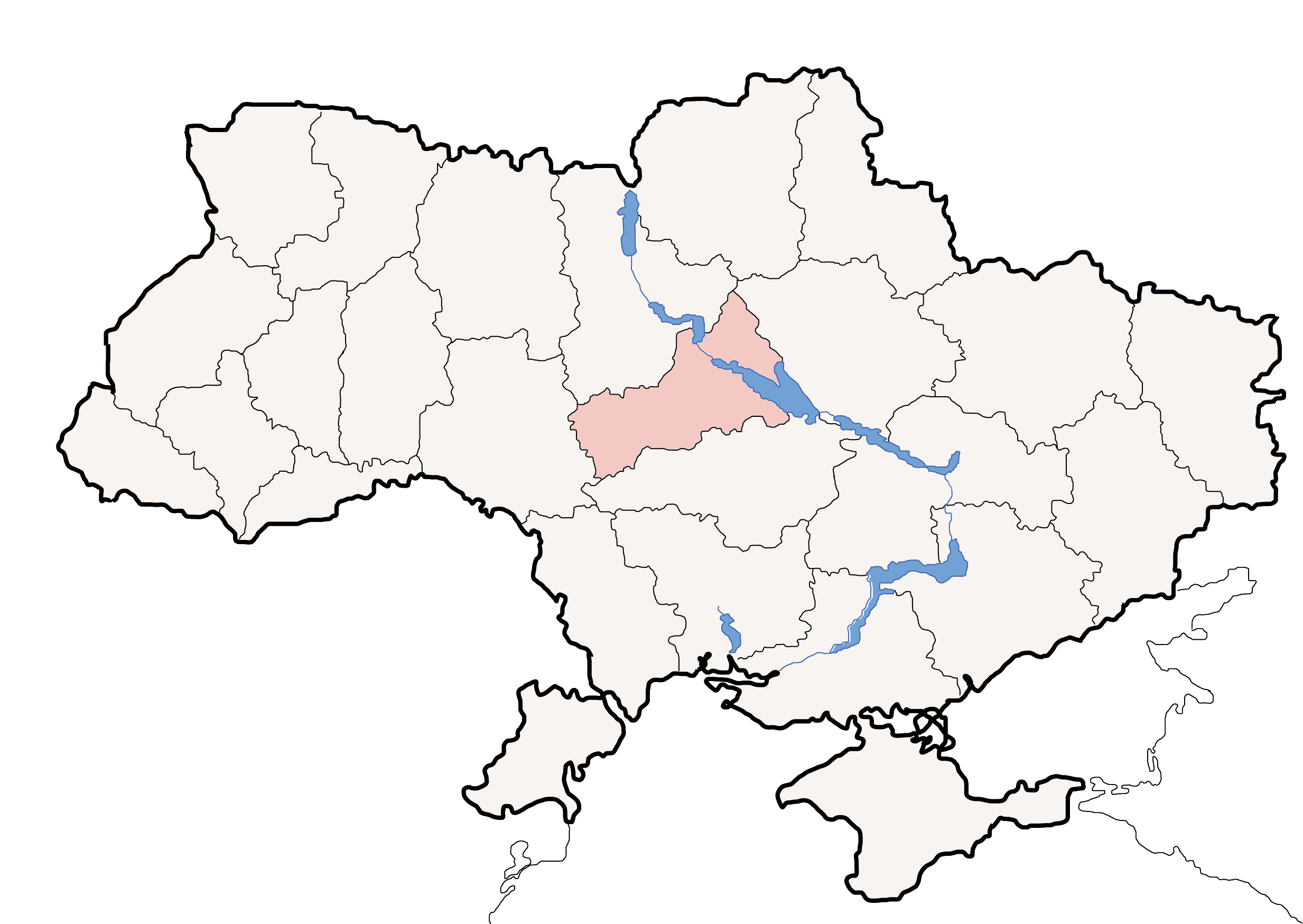
切尔卡瑟州在乌克兰地图上的位置。

切尔卡瑟州（羅馬化：Cherkaska oblast；又称切尔卡什契納）位于乌克兰中部，历史悠久，可以追溯到史前时代。考古发现表明，自古以来的居民就居住在第聂伯河的河谷。该地区出土的最古老的物品可以追溯到石器时代。

## 史前史和早期历史
4万多年前，该地区的居民使用燧石和巨型动物（如猛犸象、犀牛和野牛）的骨头作为耕地和狩猎的工具。考古学家在佐洛托諾沙區大布里姆卡村附近的一个考古遗址，发现了那个时代的遗迹。在切爾卡瑟區的梅日里奇村，考古学家发现了一个狩猎猛犸象的人们的定居点，其历史可以追溯到公元前2万年至1.5万年。在茲韋尼霍羅德卡區的霍爾達希夫卡村，學家发现了一个同时代並一樣以捕猎野牛为生的定居点。
公元前4千纪，克克塔尼人在該地區的西部建立了定居点。该文明成为古代欧洲第一个文明，也是最重要的文明之一。学者们将克克塔尼文明的社会经济发展水平与古代东方文明（如古代中国）、两河流域文明（如古巴比伦）和古埃及的社会经济发展水平进行了比较。克克塔尼文明产生了第一次社会大分工，以农业和畜牧业为生，生产工艺复杂的陶瓷、纺织品和其他手工艺品。
克克塔尼文明的人们，将他们的定居地布置成椭圆形或圆形状，其带有一排排通常相互连接的单层和两层住宅。其中这些定居点中最大的一个拥有大约1.5到2万居民，是当时世界上最大的定居点之一，位于现時的切尔卡瑟州。有证据表明，克克塔尼人深信自然现象，是泛靈論者，崇拜日、月、水和动物的形象。也有人猜测他们信奉女神，这可以从看似众多的陶瓷女性雕像中得到证明。他们被尊为生育和繁荣的象征。